# Monteroni d'Arbia
Monteroni d'Arbia é uma comuna italiana da região da Toscana, província de Siena, com cerca de 7.161 habitantes. Estende-se por uma área de 105 km², tendo uma densidade populacional de 68 hab/km². Faz fronteira com Asciano, Buonconvento, Murlo, Siena, Sovicille.

## Demografia
| Variação demográfica do município entre 1861 e 2011                               |
|                                                                                   |
| Fonte: Istituto Nazionale di Statistica (ISTAT) - Elaboração gráfica da Wikipedia |